# Onthophagus akinini
Onthophagus akinini là một loài bọ cánh cứng trong họ Bọ hung (Scarabaeidae).